# Amelia Earhart

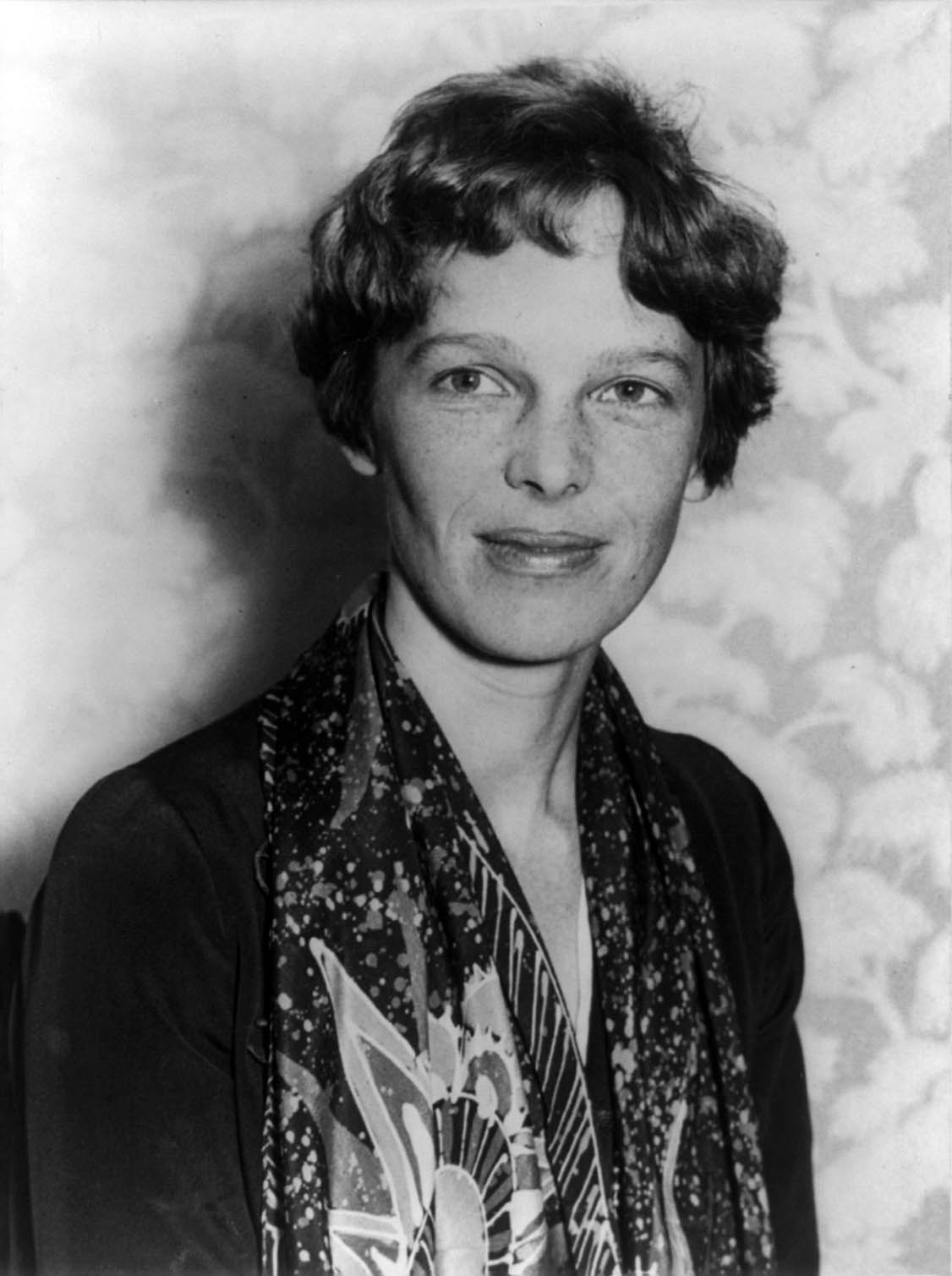
Amelia Mary Earhart (um 1928)

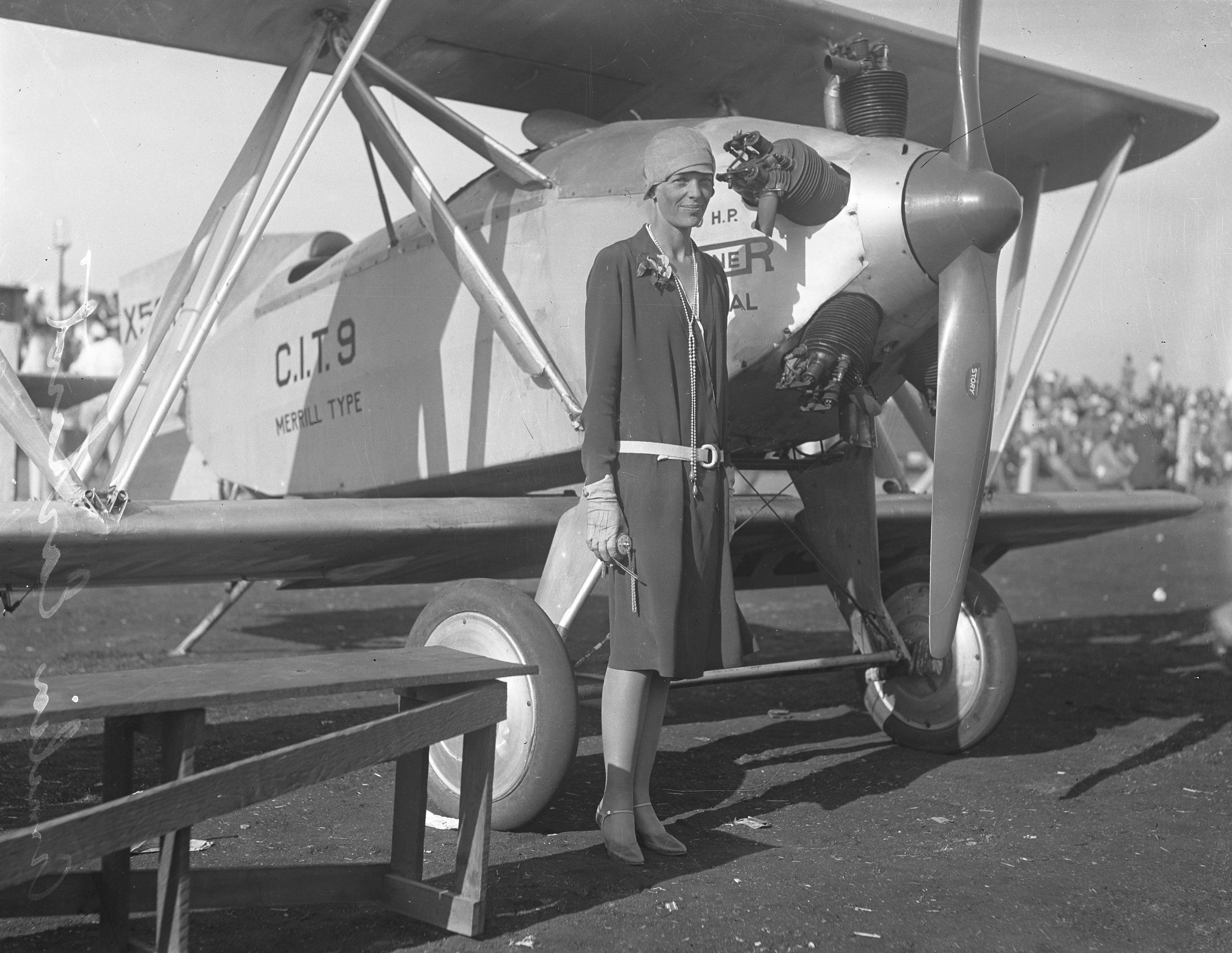
Earhart (um 1928)

Amelia Mary Earhart (* 24. Juli 1897 in Atchison, Kansas; verschollen am 2. Juli 1937 im Pazifischen Ozean, für tot erklärt am 5. Januar 1939) war eine US-amerikanische Flugpionierin und Frauenrechtlerin.

## Leben

### Entwicklung

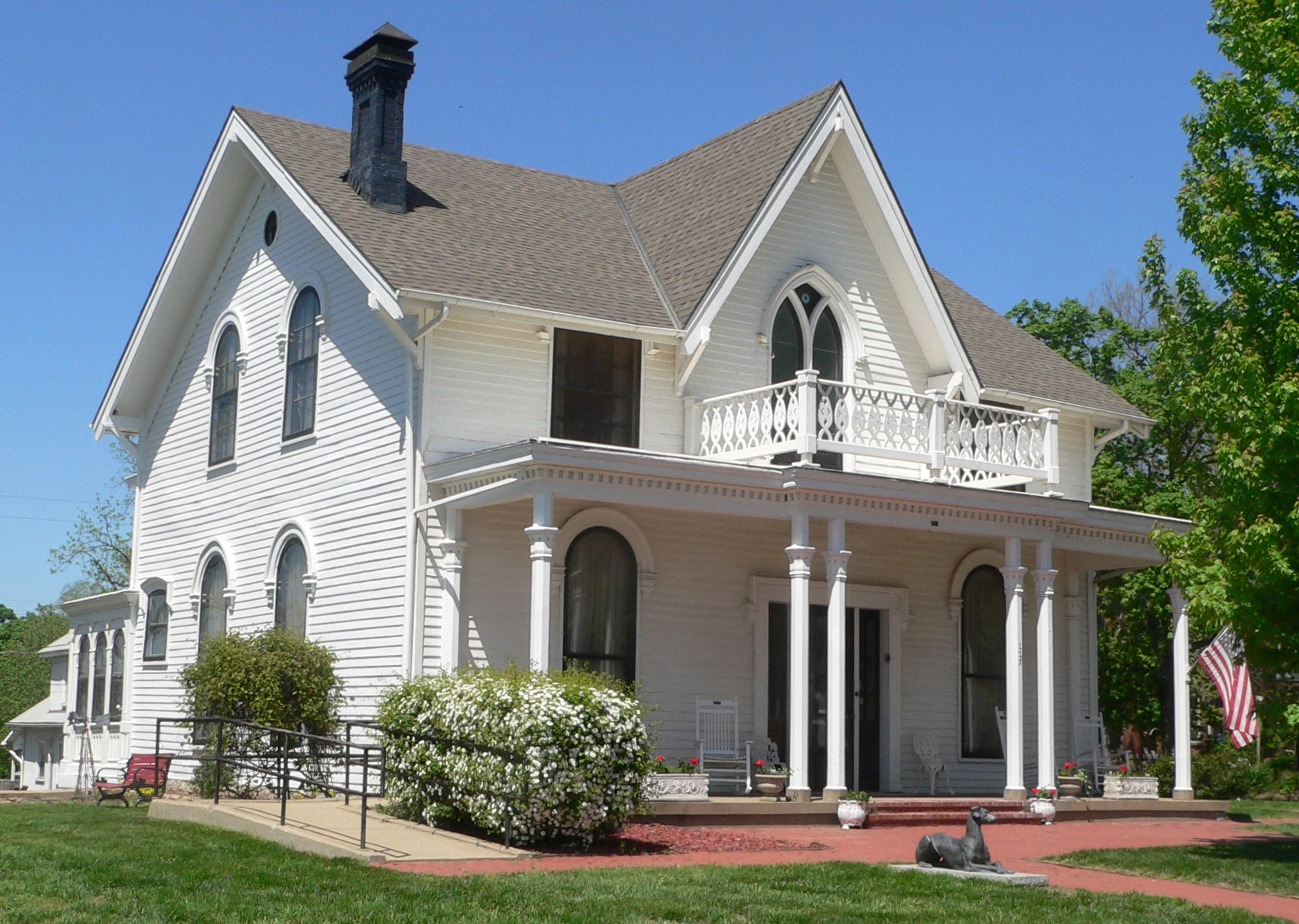
Geburtshaus von Amelia Earhart in Atchison (2015)

Amelia Earhart war die Tochter des deutsch-amerikanischen Juristen Samuel „Edwin“ Stanton Earhart (1868–1930) und seiner Frau Amelia „Amy“ Otis (1869–1962). Sie hatte eine jüngere Schwester, Grace Muriel Earhart (1899–1998). Weil ihr Vater alkoholkrank war, verbrachte sie ihre Kindheit größtenteils im Haus ihrer Großeltern. Schon als Kind verhielt sich Amelia Earhart anders, als man es damals von Mädchen erwartete. Sie kletterte auf Bäume, jagte Ratten mit dem Gewehr und sammelte Zeitungsartikel über Frauen in Männerberufen. Im Jahr 1915 schloss sie die High School mit Auszeichnung ab, von 1917 an arbeitete sie als Militärkrankenschwester in Toronto und als Sozialarbeiterin in Boston. 1919 begann Amelia Earhart an der Columbia University in New York Medizin zu studieren. Das Studium brach sie jedoch nach einem knappen Jahr ab und kehrte zu ihren Eltern nach Los Angeles zurück.
Im Jahr 1920 durfte sie zum ersten Mal in einem Flugzeug mitfliegen, wonach der Entschluss feststand, selbst Fliegen zu lernen. Die Kosten für den Erwerb einer Fluglizenz lagen zu dieser Zeit bei etwa 300 US-Dollar für Privatpiloten und bei etwa 4000 US-Dollar für Berufspiloten. Amelia Earharts Eltern weigerten sich, die Lizenz zu finanzieren. Deshalb kümmerte sie sich selbst darum und arbeitete unter anderem in 28 verschiedenen Jobs. So konnte Amelia Earhart 1921 ihre erste Flugstunde bei der Pilotin Neta Snook nehmen. Schon sechs Monate später kaufte sie sich mit gespartem und geliehenem Geld ihr erstes Flugzeug, eine Kinner Airster, eine Zweisitzer-Maschine mit offenem Cockpit, die sie The Canary nannte und mit der sie kurz darauf einen Höhenweltrekord für Frauen aufstellte (4300 m). Im Jahr 1924 ließen sich ihre Eltern scheiden. Sie zog mit ihrer Mutter an die Ostküste der Vereinigten Staaten. Ihrer Mutter zuliebe verkaufte sie ihr Flugzeug und erwarb dafür einen Sportwagen. Sie arbeitete in Boston als Lehrerin und später erneut als Sozialarbeiterin.

### Erster Transatlantik-Flug als Passagierin

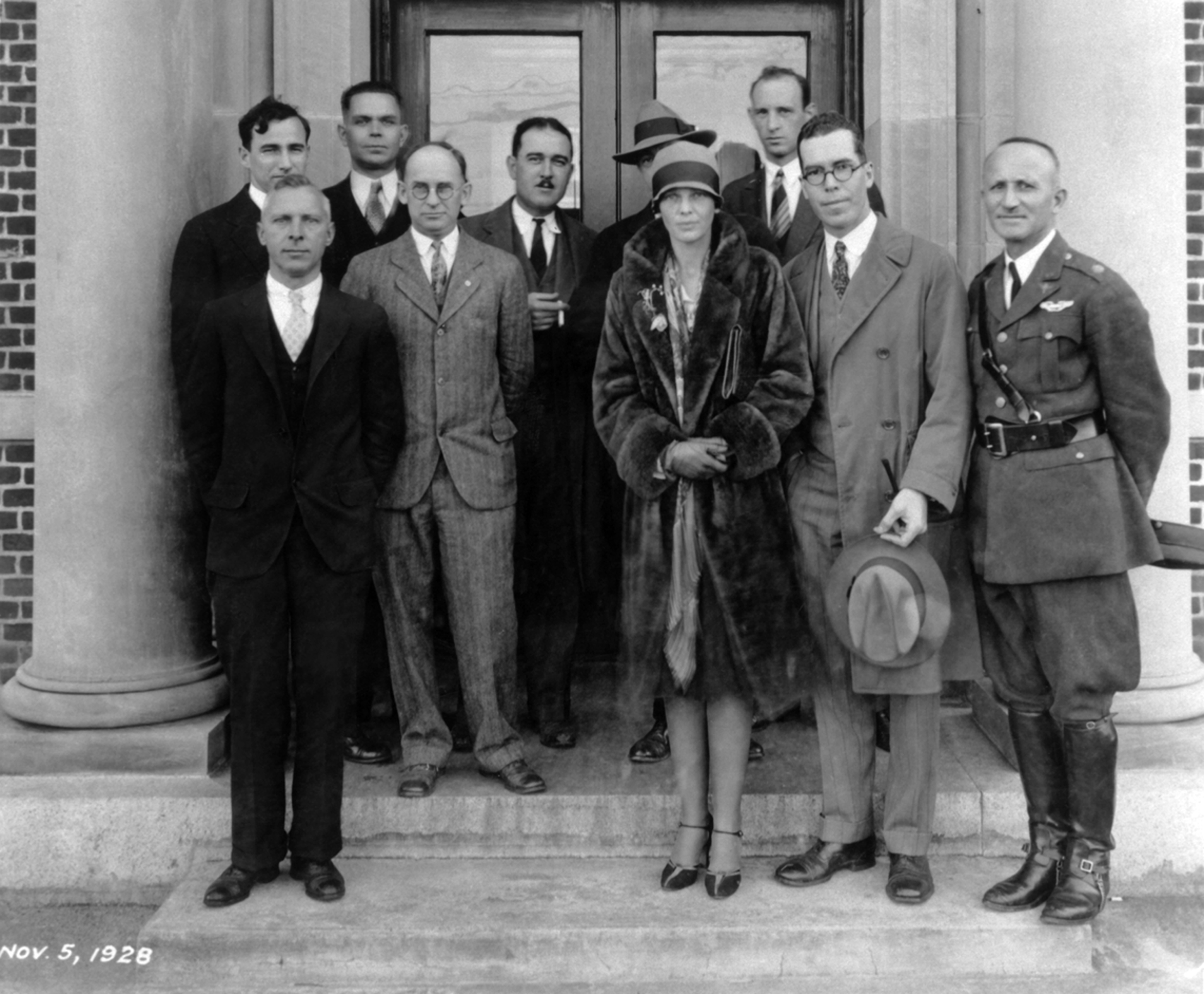
Amelia Earhart auf dem Luftwaffenstützpunkt Langley, 5. November 1928

Amelia Earhart erlangte durch einen 20-stündigen Flug am 17./18. Juni 1928 internationale Bekanntheit als erste Frau, die den Atlantik in einem Nonstop-Flug als Passagierin überquerte. Als sie nach der Landung interviewt wurde, sagte sie: „Stultz ist die ganze Strecke alleine geflogen – zwangsläufig. Ich war nur Gepäck, wie ein Sack Kartoffeln.“ Sie fügte hinzu: „[…] vielleicht werde ich es eines Tages alleine versuchen.“
Sie wurde als Heldin gefeiert, zur „Frau des Jahres“ gewählt und erhielt mehr Beachtung als der Pilot Wilmer Stultz, der den ersten Nonstop-Flug zwischen New York und Havanna auf Kuba durchgeführt hatte. In kürzester Zeit wurde Amelia Earhart zu einem Idol der jungen amerikanischen Frauen. Sie wurde häufig zu Interviews und Vorträgen eingeladen und nutzte diese, um „die Frauen aus dem Käfig ihres Geschlechts herauszuholen“. Sie betonte immer wieder, dass an Frauen keine anderen Maßstäbe angelegt werden sollten als an Männer, aber auch, dass Frauen „den Hinweis auf ihr Geschlecht schon viel zu lange als Ausflucht benutzt“ hätten.

### Cleveland Women’s Air Derby

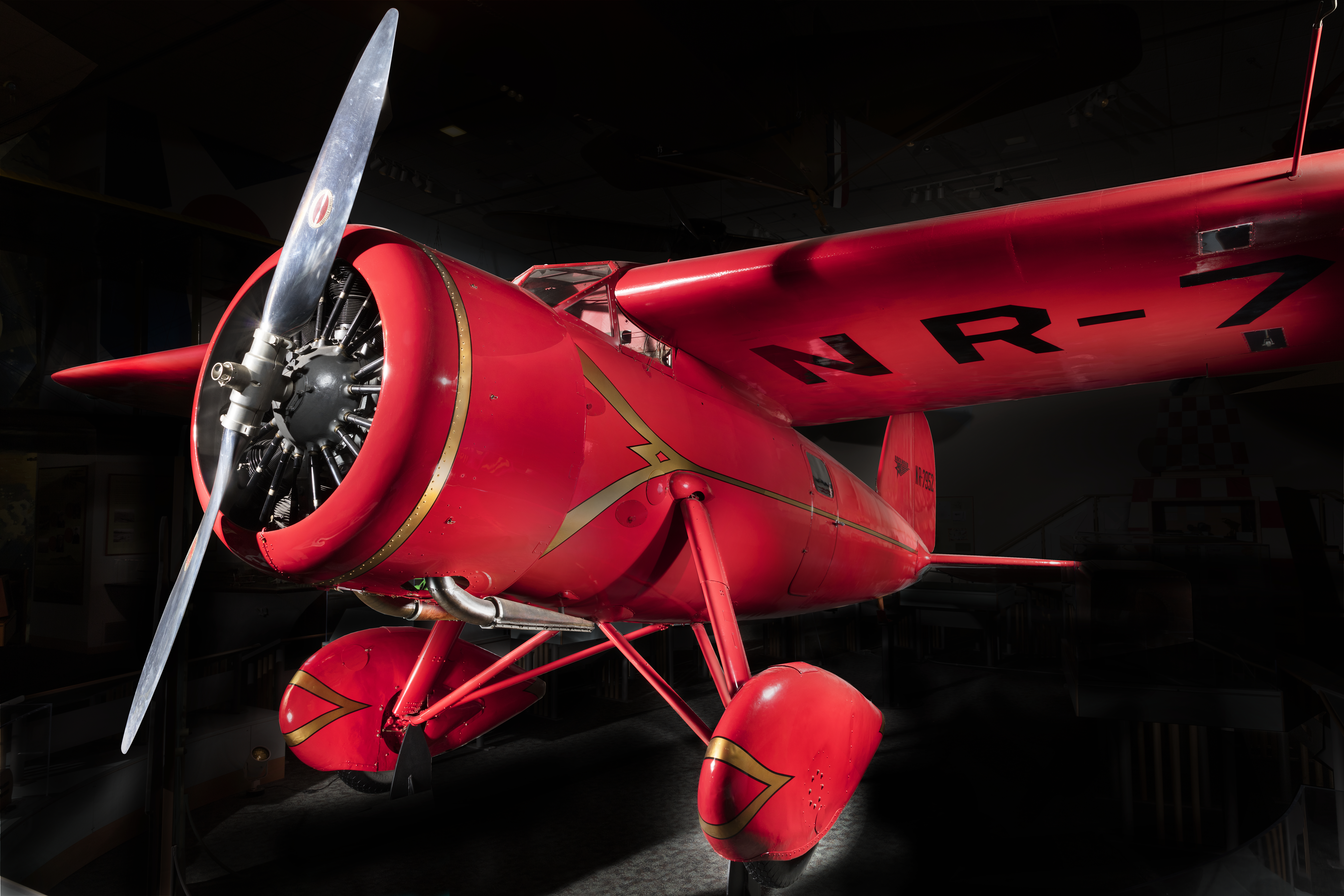
Amelia Earharts Lockheed Vega 5B, wie sie eine für ihren Transatlantikflug verwendete (National Air and Space Museum)

Im Jahr 1929 nahm sie am ersten Cleveland Women’s Air Derby (abwertend Puderquastenrennen genannt), einem Überlandluftwettbewerb nur für Pilotinnen, teil. Finanziell und moralisch wurde sie von dem New Yorker Verleger George Palmer Putnam unterstützt. Infolge der vernichtenden Reaktionen der Presse auf das Rennen traf sich Amelia Earhart im Herbst 1929 mit vier anderen bekannten Pilotinnen. Gemeinsam gründeten sie den Club der Neunundneunzig (Ninety Nines) mit dem Ziel, die Stellung der Frau in der Luftfahrt zu stärken.
Earhart erhielt 1931 den sechsten Heiratsantrag ihres langjährigen Verehrers und Mentors George P. Putnam. Sie heiratete ihn („widerstrebend“, wie sie betonte) am 7. Februar 1931. Sie befürchtete, dass die Ehe sie in ihrer Fliegerei einschränken könnte, sie wollte auch keine Kinder bekommen: „Es dauert zu lange, ein Baby zu machen.“ Beide vereinbarten eine offene Ehe.

### Zweiter Transatlantik-Flug

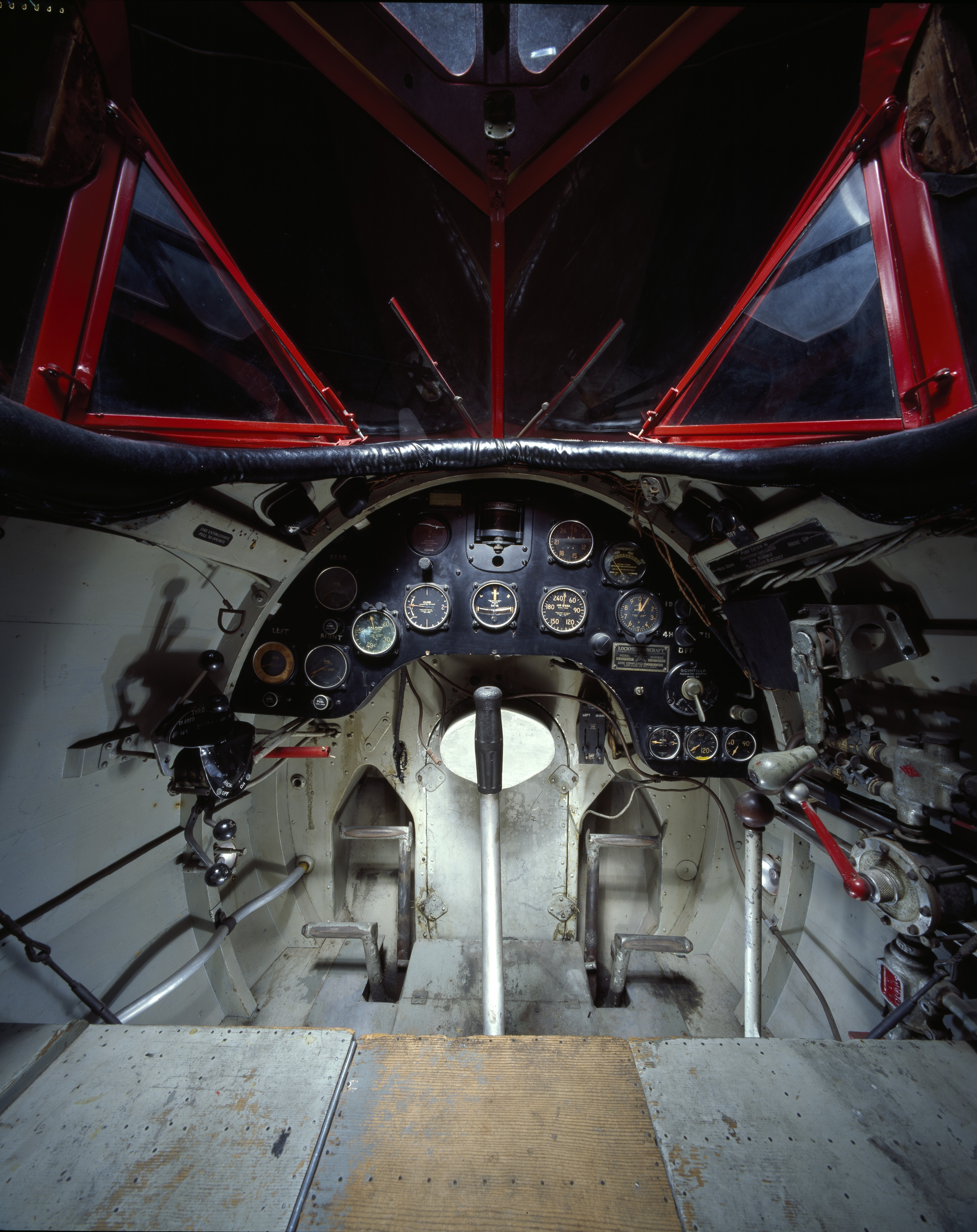
Earharts Lockheed Vega 5B – Blick ins Cockpit

1932 wagte sie ihr größtes Abenteuer: Fünf Jahre nach Charles Lindbergh überquerte sie als erste Frau den Atlantik im Alleinflug. Sie startete am 20. Mai 1932 von Neufundland in Richtung Paris in einer modifizierten Lockheed Vega 5B (Kennzeichen NR7952). Wegen schlechten Wetters und technischer Probleme erreichte sie Paris jedoch nicht, sondern musste bereits in der Nähe von Derry (Nordirland) notlanden. Für diesen Flug, durch den sie auch zum ersten Menschen wurde, der zweimal den Atlantik überflogen hatte, erhielt sie von Präsident Herbert C. Hoover die Goldmedaille der National Geographic Society. Zudem wurde ihr als erster Frau das Distinguished Flying Cross verliehen. In ihrer Dankesrede meinte sie lakonisch: „Einige Aspekte des Fluges sind übertrieben dargestellt worden, fürchte ich. Es war viel spannender zu schreiben, ich sei mit den letzten Litern Treibstoff gelandet. Tatsächlich hatte ich noch über vierhundert (Liter). Und ich habe bei der Landung keine Kuh getötet – es sei denn, eine wäre vor Angst gestorben.“
Als Vorsitzende der Ninety Nines trat Earhart unermüdlich für ihre feministischen Ziele ein und nutzte ihre Popularität, um gegen das traditionelle Erziehungssystem zu opponieren, das „die Menschen weiterhin nach ihrem Geschlecht einteilt“. Sie betonte immer wieder, dass es ihr mit ihren wagemutigen Rekordflügen auch darum ging, zu beweisen, dass Frauen zu technischen Höchstleistungen in der Lage seien. Sie setzte sich daher immer wieder dafür ein, dass Frauen ihre Zulassung an technischen Hochschulen bekamen. Als Gastdozentin der Purdue University in Lafayette half sie Grundlagen zu erarbeiten, um junge Frauen in der Luftfahrt zu fördern. Sie unterstützte auch junge Frauen bei der Berufswahl und half ihnen, in technischen Berufen Fuß zu fassen.
Die von Amelia Earhart für den Flug verwendete Vega 5B befindet sich heute im National Air and Space Museum des Smithsonian Instituts in Washington.

### Politisches Engagement
Amelia Earhart hatte 1917 während ihrer Tätigkeit als Militärkrankenschwester in Toronto Soldaten erlebt, die im Ersten Weltkrieg in Europa verstümmelt worden waren. Sie wurde deshalb überzeugte Pazifistin. Ihre Sympathien galten in jungen Jahren der politischen Linken. Als junge Frau nahm sie einmal an einer Veranstaltung der linksradikalen Gewerkschaft Industrial Workers of the World teil, die von der Polizei aufgelöst wurde. Sie begrüßte die Wahl Franklin D. Roosevelts zum 32. Präsidenten der USA und befürwortete in der Folge dessen Programm einer Sozialgesetzgebung und der staatlichen Fürsorge für Kranke, Rentner, Arbeitslose und Randgruppen. Als Roosevelt 1936 zur Wiederwahl antrat, unterstützte sie den linksliberalen Präsidenten bei zahlreichen öffentlichen Vorträgen. Mit der First Lady, Eleanor Roosevelt, verband sie eine persönliche und politische Freundschaft – kurz nach deren Einzug ins Weiße Haus überredete sie Eleanor Roosevelt zu einem nächtlichen Rundflug über Washington.
Earhart war Mitglied von Zonta International.

### Pazifik-Flug
Am 11. Januar 1935 überflog sie mit einer Lockheed Model 5C Vega Special (Kennzeichen NR-965Y) als erster Mensch im Alleinflug den Teil des Pazifischen Ozeans zwischen Honolulu (Hawaii) und Oakland (Kalifornien). Noch im selben Jahr absolvierte sie den ersten Soloflug von Mexiko-Stadt nach Newark. Der Pilot Paul Mantz trainierte sie und ihren Kopiloten in Navigation.

### Letzter Flug

Route ihres letzten Flugs

Kurz vor ihrem 40. Geburtstag nahm sie sich vor, als erster Mensch die Erde am Äquator zu umrunden. Als Flugzeug stand ihr eine Electra (Lockheed Modell 10) zur Verfügung. Das Unternehmen wurde vor allem von der Purdue University finanziert, bei der Earhart Studentinnen beriet. Die Electra wurde von der Universität als fliegendes Labor gesponsert. Einen ersten Versuch im März musste sie wegen eines Startunfalls bereits in Hawaii abbrechen. Daraufhin verließ ihr zweiter Navigator, Kapitän Harry Manning, der ein erfahrener Funker war, das Projekt. Manning war vorher Kapitän auf der President Roosevelt gewesen, dem Schiff, das Earhart 1928 von Europa zurück in die Staaten gebracht hatte.
Mit ihrem Navigator Fred Noonan startete sie am 21. Mai 1937 in Miami erneut. Nach Zwischenlandungen in Brasilien, Westafrika, Kalkutta und Rangun hatte sie am 29. Juni drei Viertel der Strecke zurückgelegt und hob am 2. Juli von Lae in Neuguinea ab, um den letzten Abschnitt – den Pazifik – hinter sich zu bringen. Sie flog Richtung Howlandinsel, wo sie einen letzten Zwischenstopp einlegen wollte.

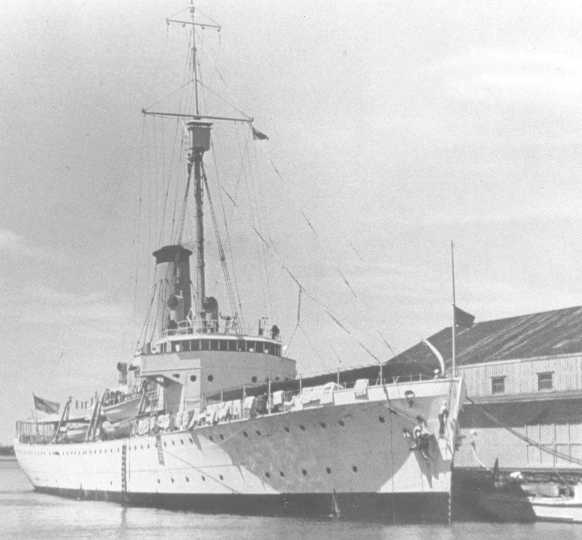
USCGC Itasca

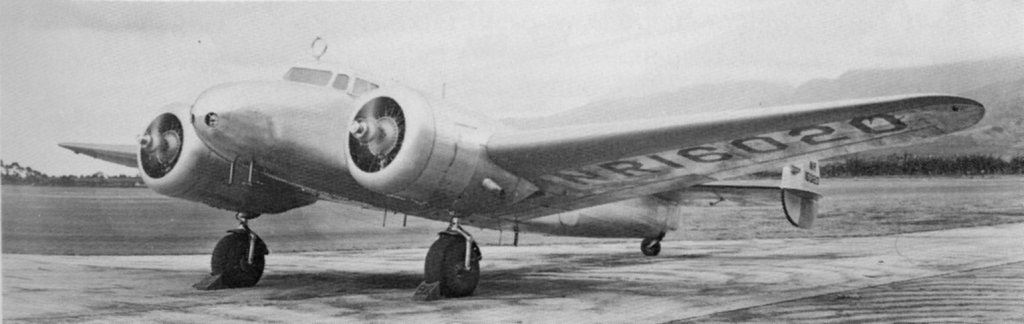
Amelia Earharts Lockheed Electra 10E. Während der Umbauten für den Flug wurden die meisten Fenster entfernt und weitere Tanks eingebaut. Über dem Cockpit ist die runde Antenne zur Funkpeilung zu sehen. Dieses Bild wurde am 20. März 1937, kurz vor dem Unfall beim Start in Luke Field, Hawaii, aufgenommen.

Earhart hatte geplant, die nur 2,6 km² große Howlandinsel mittels Funkpeilung zu finden. Zu diesem Zweck wartete dort der US-Coast-Guard-Kutter Itasca, der auf ihre Funksprüche wie vereinbart reagierte. Earhart meldete aber wiederholt, keinerlei Funksignale zu empfangen, wonach sie offenbar, zunehmend in Not, über dem Pazifik umherirrte. Gegen 08:40 Uhr Ortszeit gab ihr Navigator die Flugrichtung durch (auf der Standlinie 157°/337°); danach riss der Kontakt endgültig ab. Auf der Howlandinsel kam das Flugzeug nie an.
Kurz nach ihrem letzten Funkspruch löste die US-Regierung eine große Suchaktion aus: 64 Flugzeuge und 8 Kriegsschiffe beteiligten sich an der Suche, der bis dahin größten in der Geschichte der Luftfahrt. Mehr als 400.000 km² Meer wurden abgesucht, die Kosten beliefen sich auf ca. 4 Millionen US-Dollar. Doch weder die vermisste Maschine noch Earhart oder ihr Begleiter konnten gefunden werden, so dass man die Suche am 19. Juli einstellte.
Amelia Earhart wurde für „verschollen, vermutlich tot“ erklärt. 1938 baute man ihr zu Ehren auf der Howlandinsel einen Leuchtturm, der den Namen Amelia Earhart Light erhielt.

### Hypothesen zu Earharts Verschwinden
Eine Kombination verschiedener Ursachen hat vermutlich zum Unfall geführt: Erstens war die Howlandinsel auf damaligen Karten falsch verzeichnet, nämlich 10 km westlich von ihrer tatsächlichen Lage. Zudem war die Berechnung der Flugzeugposition des Navigators Noonan vermutlich aufgrund Überfliegens der Datumsgrenze fehlerhaft. Auch Schwierigkeiten in der Sprechfunkkommunikation trugen zum Scheitern bei: Die Funkempfangsantenne des Flugzeugs wurde später auf der holprigen Startbahn des Flugplatzes in Lae gefunden. Demnach konnten Funksprüche weiter gesendet, aber nicht mehr empfangen werden. Der zum Unfallzeitpunkt bewölkte Himmel erschwerte es weiter, die winzige, nur wenige Meter über das Meer aufragende Insel zu finden. Der größte Fehler bestand wohl darin, dass die Funkpeilsysteme des Flugzeugs und der USCGC Itasca nicht aufeinander abgestimmt und die Flugzeugbesatzung mit dem System kaum vertraut war.
Weder ihr Leichnam noch der ihres Navigators oder das Flugzeug wurden bis heute gefunden. Am naheliegendsten erscheint es daher anzunehmen, dass die Maschine samt Besatzung in den Pazifik gestürzt ist. Man vermutet, dass Earhart kurz nach ihrem letzten Funkspruch der Treibstoff ausging und sie alle Hände voll damit zu tun hatte, ihr Flugzeug zu stabilisieren, so dass sie kein Mayday mehr senden konnte. Bei anderen Notwasserungen der Lockheed Electra stellte sich heraus, dass das Flugzeug wegen der schweren Triebwerke maximal zehn Minuten schwimmen konnte. Auch ist die Funkanlage nach einer Landung auf dem Wasser nicht mehr einsatzfähig. Vermutlich liegt das Flugzeug in der Umgebung der Howlandinsel in einer Tiefe von ca. 5000 Metern.
Im Lauf der Jahre kamen weitere Hypothesen zu Earharts Schicksal auf. So soll sie sich auf Inseln der Südsee versteckt haben, von japanischen Truppen gefangen genommen oder unter neuer Identität in den USA untergetaucht sein. Es gibt Berichte über Hilferufe, die in Nordamerika in der Zeit nach ihrem Verschwinden empfangen wurden und die als Oberwellen von Hilferufen Earharts gedeutet werden, die durch Reflexion in der Ionosphäre eine hohe Reichweite erlangten.

#### Nikumaroro-These

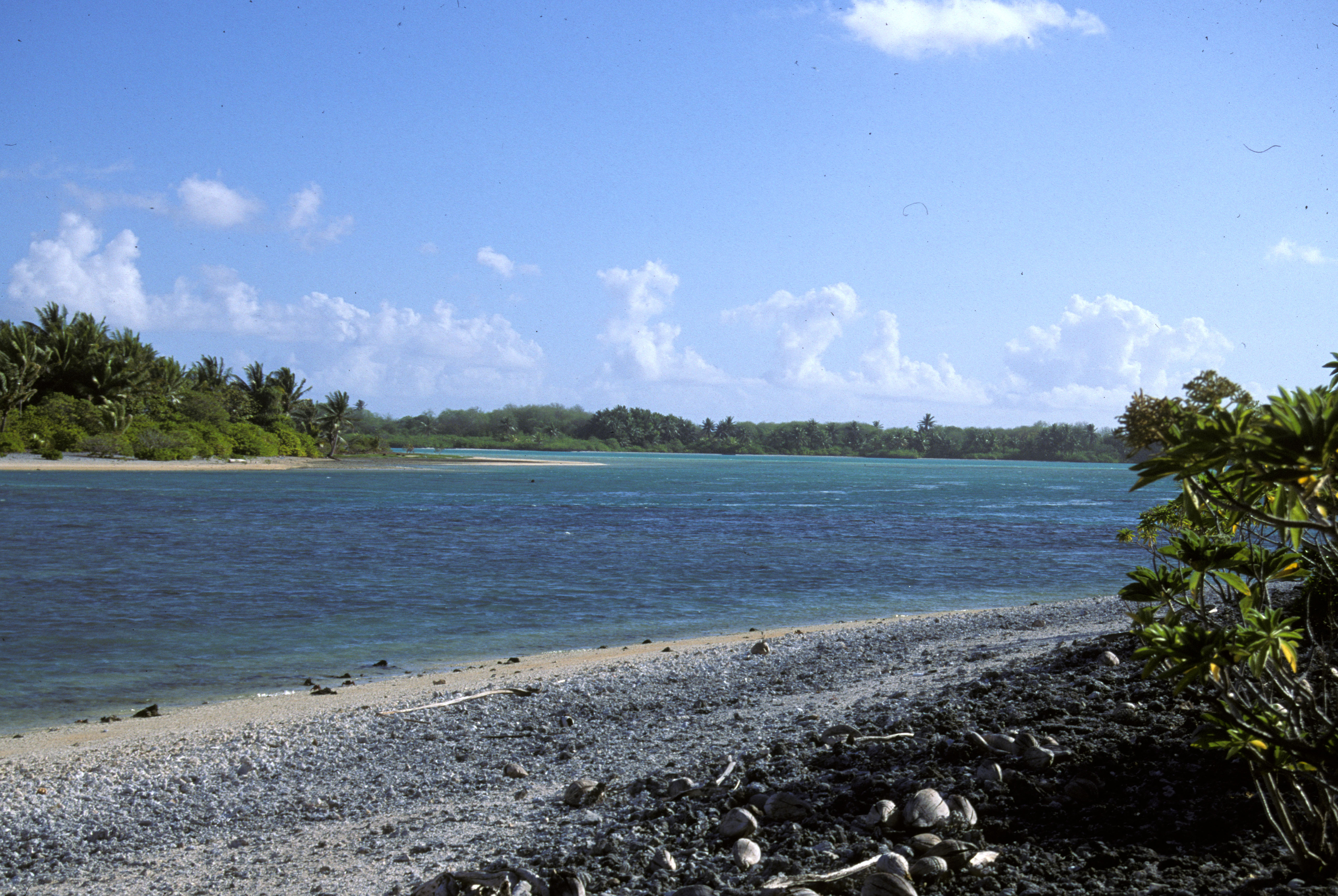
Lagune von Nikumaroro/Gardner Island

Es gibt Hinweise, nach denen Earhart und ihr Begleiter auf Gardner Island (seit 1979 Nikumaroro), einem unbewohnten Atoll der Phönixinseln, notgelandet sein könnten und dort eine kurze Zeit überlebten. Eine Woche nach Earharts Verschwinden wurden dort von einem der Suchflugzeuge Hinweise auf menschlichen Aufenthalt (signs of recent habitation) gemeldet. Auch aufgefangene Notrufe, die in den Tagen nach dem Verschwinden protokolliert wurden, stammten möglicherweise von Earhart.
Im Jahr 1940 wurden auf Gardner Island ein Damenschuh, eine leere Sextantenkiste sowie eine Flasche der französischen Likörmarke Bénédictine, die Earhart gerne trank, gefunden. Die Sextantenkiste konnte 2018 der Bushnell zugeordnet werden, einem amerikanischen Schiff, dessen Besatzung 1939 auf Gardner Island stationiert war, um die Insel zu vermessen. Außerdem wurde ein unvollständiges Skelett entdeckt, das zunächst einer männlichen Person zugeordnet wurde. 2007 tauchten erneut Reste eines Damenschuhs aus den 1930er Jahren der Marke Cat’s Paw auf (die auch Earhart trug), ein Männerschuhabsatz, ein Reißverschluss (der von einer Fliegerjacke stammen könnte), der Spiegel einer Puderdose, mehrere Knöpfe, einfache Werkzeuge, Acrylglas und Aluminiumblech, das ebenfalls von einem Flugzeug stammen könnte. 2010 wurden bei Ausgrabungen folgende Gegenstände sichergestellt: altes Make-up, Glasflaschen und Muschelschalen. Auch entdeckte man Knochenfragmente an der Stelle, wo man 1940 die Reste des nicht mehr auffindbaren Skelettes gefunden hatte. Diese Bruchstücke ähnelten Knochenteilen eines Wirbels und eines Fingers. Ein DNS-Vergleich der Knochen erwies sich allerdings als nicht möglich; es ließ sich nicht einmal mit Sicherheit feststellen, ob die Knochen menschlichen Ursprungs waren. Nach Ansicht der The International Group for Historic Aircraft Recovery (TIGHAR), die sich der Überprüfung dieser Hypothese widmet, könnten weitere Teile des Skeletts oder der Ausrüstung von Palmendieben, einer großen Krebsart, oder anderen Tieren zerlegt und weggetragen worden sein, sodass sie möglicherweise noch in der Umgebung der Fundstelle zu finden sind.
Ein Knochenfund unterstützt die Theorie, wonach sie und ihr Navigator irgendwann nach der Landung von riesigen Krabben verspeist worden waren und so ums Leben kamen. Davon ging die Internationale Organisation zur Bergung historischer Flugzeuge (Tighar) aus.
Die 1940 gefundenen Knochen gingen auf den Fidschi-Inseln verloren, wohin sie zur Untersuchung gebracht worden waren; ihr Verbleib ist unklar. 1998 wurde aufgrund der Analysedaten von 1940 das Skelett jedoch als vermutlich einer weiblichen Person zugehörig mit dem ungefähren Alter und Gewicht Earharts identifiziert. Zum Frauentag am 8. März 2018 publizierte der amerikanische Anthropologe Richard L. Jantz, ehemaliger Direktor der Anthropological Research Facility an der University of Tennessee (1998–2011), in der Fachzeitschrift Forensic Anthropology eine Studie, wonach die Maße der Skelettüberreste, die 1940 auf Nikumaroro gefunden wurden, sehr gut zu den überlieferten und teils geschätzten Körpermaßen von Earhart passen. Kritiker bemängeln jedoch, dass diese These auf geringer faktischer Grundlage basiert, konkret auf sieben Messungen der Skelettreste von 1940, und es als unwahrscheinlich gilt, dass diese Messungen korrekt waren. Ansonsten wurden in der Studie vor allem Schätzungen von Earharts Körpergröße anhand von Fotos, auf denen sie einen Gegenstand definierter Größe in der Hand hält, vorgenommen, sodass der Befund der Studie als begrenzt angesehen wird.
Das bisherige Nichtauffinden des Flugzeugwracks wird dadurch erklärt, dass es nach einer Notwasserung Earharts vor der Küste des Atolls nach einigen Tagen durch die Strömung über das Korallenriff gezogen wurde. Der Meeresboden fällt dort steil auf mehrere hundert Meter ab. Im Juli 2012 suchte eine Expedition der TIGHAR-Gruppe mit einer Unterwasserdrohne den Meeresboden nach Wrackteilen ab. Das Unterfangen kostete zwei Millionen Dollar. Teile des Flugzeugs fand man nicht. Dem Leiter der Expedition Ric Gillespie zufolge erkannte ein Experte für die Auswertung von Bildmaterial ein mögliches Trümmerfeld. Eine Expedition unter der Leitung des Unterwasserarchäologen Robert Ballard im Jahr 2019 endete ebenfalls ergebnislos.
Gegen diese Theorie spricht, dass auf der Insel keine weiteren Funde von Ausrüstung oder des Wracks belegt sind, obwohl sie ab 1937 regelmäßig besucht wurde, sich dort während des Zweiten Weltkriegs eine Fernmeldebasis der US Navy befand und die Insel bis 1963 dauerhaft besiedelt war. Dort gefundene Wrackteile lassen sich größtenteils Kampfflugzeugen zuordnen; kein Teil stammt mit Sicherheit von Earharts Flugzeugtyp. Umstritten ist auch, ob der an Bord befindliche Treibstoff überhaupt bis Gardner Island ausgereicht hätte. Im November 1929 war die Norwich City auf Gardner Island auf Grund gelaufen; bis zur Rettung vier Tage später überlebte die Besatzung auf Gardner Island und hinterließ dabei einige Gegenstände, darunter ein 1938 noch vorhandenes Rettungsboot.

#### These der japanischen Gefangenschaft
Dieser Theorie nach wären Earhart und ihr Begleiter nach einer Bruchlandung nahe dem Mili-Atoll von den Japanern aufgegriffen worden und seien später auf Saipan in japanischer Gefangenschaft gestorben.
Die Hypothese von einer Gefangennahme wurde Anfang Juli 2017 neuerlich befeuert, als in einer History-Channel-Dokumentation ein Foto fälschlicherweise als Aufnahme von 1937 auf dem Atoll Jaluit interpretiert wurde und angeblich Earhart und Noonan in japanischer Gefangenschaft zeigen sollte. Einem japanischen Blogger zufolge stammte das Foto tatsächlich von 1935.

#### Sonarsignal im Januar 2024
Das US-amerikanische Unternehmen Deep Sea Vision richtet sich bei seiner Suche nach der Lockheed Electra nach der These, dass sich infolge des Überfliegens der Datumsgrenze Fehler in die Navigation einschlichen. Diese Suche ergab im Januar 2024 auf einer Fläche etwa 60 Seemeilen westlich des bisherigen mutmaßlichen Unfallorts ein Sonarsignal, das von einer versunkenen Lockheed Electra hätte stammen können. Der Fundort lag etwa 160 Kilometer von der unbewohnten Howlandinsel entfernt, auf halbem Weg zwischen Honolulu und Australien. Dem Bericht zufolge passten die Konturen (Größe, Doppelleitwerk) des in fast 4900 m Tiefe liegenden Objekts zu der Vermutung. Im November 2024 stellte sich aber heraus, dass es sich lediglich um eine zufällige Gesteinsformation handelt.

## Leistungen
- 1922: Frauen-Höhenrekord: 4267 m (14.000 ft).
- 1928: Erster Nonstop-Flug einer Frau über den Atlantik (als Passagierin).
- 1928: Ihr Buch 20 Hours 40 Minutes wurde ein großer Erfolg.
- 1929: Dritter Rang im First Women’s Air Derby, genannt Puderquastenrennen.
- 1929: Wahl zur Funktionärin der National Aeronautic Association. Sie inspirierte die Federation Aeronautique Internationale (FAI) dazu, separate Höhen-, Geschwindigkeits- und Ausdauerrekorde für Frauen einzuführen.
- 1930: Frauen-Geschwindigkeitsrekord für 100 km ohne Ladung und mit 500 kg Ladung.
- 1930: Vizepräsidentin einer neuen Luftfahrtgesellschaft, der New York, Philadelphia and Washington Airways.
- 1931: Frauen-Autogiro-Höhenrekord: 5613 m (18.415 ft).
- 1932: Erster Alleinflug einer Frau über den Atlantik in 14 Stunden 56 Minuten.
- 1932: Erster Solo-Transkontinentalflug einer Frau (19 h 5 min) von Los Angeles nach New York; gleichzeitig Langstreckenrekord für Frauen mit 3939 km.
- 1932: Präsidentin der „Ninety Nines“.
- 1933: Neuer Frauen-Geschwindigkeitsrekord im Transkontinentalflug (17 h 7 min).
- 1935: Erster Alleinflug über den Pazifik von Honolulu nach Oakland.
- 1935: Erster Alleinflug von Los Angeles nach Mexiko-Stadt (13 h 23 min).
- 1935: Erster Alleinflug von Mexiko-Stadt nach Newark (New Jersey, USA) (14 h 19 min).
- 1937: Erster Flug vom Roten Meer nach Indien (im Rahmen ihrer Weltumrundung).

Amelia Earhart war die erste Frau, die einen Pilotenschein der Fédération Aéronautique Internationale (FAI) besaß.

Please know I am quite aware of the hazards. I want to do it because I want to do it. Women must try to do things as men have tried. When they fail, their failure must be but a challenge to others.

„Ich möchte Ihnen zu bedenken geben, dass ich mir über die Gefahren durchaus im Klaren bin. Ich will es tun, weil ich es tun will. Frauen müssen Dinge genauso versuchen, wie Männer es getan haben. Wenn sie versagen, darf ihr Versagen nichts anderes sein als eine Herausforderung für andere.“

## Werke
- 1928: 20 Hrs. 40 Min.: Our Flight in the Friendship; deutsch: 20 Std., 40 Min. Mein erster Flug über den Atlantik, übersetzt von Theresia Übelhör, Frederking und Thaler, München 2004, ISBN 3-89405-483-2.
- 1932: The Fun of it
- 1937: Last Flight (post-mortem von George P. Putnam herausgegeben; ISBN 0-517-56794-6)
- 1939: Soaring Wings (post-mortem Biographie von George P. Putnam mit Tagebucheinträgen von A. Earhart)
- 2009: Amelia Earhart: The Sound of Wings von Mary S. Lovell (ISBN 0-349-12176-1, ISBN 978-0-349-12176-5)

## Rezeption

### Film
Das Leben Amelia Earharts war Gegenstand mehrerer Fernseh- und Filmproduktionen, darunter:
- Amelia Earhart (1976), Fernsehfilm von George Schaefer mit Susan Clark als Titelheldin
- Amelia Earhart – Der letzte Flug (1994), Fernsehfilm von Yves Simoneau mit Diane Keaton
- Star Trek: Raumschiff Voyager (Fernsehserie) (1995–2001), Folge The 37’s (deutscher Titel: Die 37er, Staffel 2, Folge 01) mit Sharon Lawrence. Darin wird die Verschwörungstheorie, wonach Earhart von Außerirdischen entführt wurde, aufgegriffen und weitergesponnen. Zudem wurde eine Raumstation der Sternenflotte in der Serie Sternenbasis Earhart genannt.
- Nachts im Museum 2 (2009), Kinofilm mit Amy Adams als lebendig gewordene Wachsfigur von Amelia Earhart
- Amelia (2009), Filmbiografie von Mira Nair mit Hilary Swank in der Titelrolle
- BoJack Horseman, 5. Staffel (2018), Folge 5: The Amelia Earhart Story[37]
- Rote Rosen, 16. Staffel, Die Figur Johanna Jansen schreibt eine Biografie von Amelia Earhart[38]
- American Horror Story, 10. Staffel (2021) mit Lily Rabe als Amelia Erhart
- Digman, 1. Staffel (2023), Folge 5: The Mile High Club, in der Archäologe Rip Digman nach dem Flugzeug von Amelia Earhart sucht und sie als Pilotin einer utopischen fliegenden Festung findet
- Bob’s Burgers, 13. Staffel (2023), Folge 22: Amelia, in der Louise eine Präsentation über Amelia Earhart hält.

### Musik
- Joni Mitchells Stück Amelia vom Album Hejira (1976) bezieht sich auf Amelia Earhart. Auf ihrer 1980 erschienenen Live-DVD Shadows and Light verarbeitete sie historische Filmaufnahmen von Earhart.[39]
- 1972 nahm Iain Matthews’ Folk-Band Plainsong das Album In Search of Amelia Earhart auf.
- Auch Heather Nova hat einen Song über sie aufgenommen: I Miss My Sky.
- Von der kanadischen Rockgruppe Bachman Turner Overdrive existiert ebenfalls ein Song mit dem Titel Amelia Earhart.
- Im Titel Someday we’ll know der amerikanischen Rockband New Radicals wird sie erwähnt: “Whatever happened to Amelia Earhart […]”.
- Jimmy MacCarthy, ein irischer Singer-Songwriter, schrieb das Lied No frontiers und ehrte sie mit der Zeile “And your heart is Amelia, dying to fly”. Interpretiert wurde es unter anderem von Mary Black, Maura O’Connell und der Band The Corrs.  MacCarthy sang es 2010 in der Late Night Show.[40]
- Bang On A Can: Lost Objects; (TÜV Rheinland Berlin-Brandenburg; Dresdner Musikfestspiele; TELDEC New Line), 15. Titel: Amelia, Flying
- Spanky and Our Gang – Amelia Earhart’s Last Flight (D. McEnery) auf dem Album Spanky & Our Gang – Live (Mercury SR61326 / 1970)
- Auf dem 2020 erschienenen Album Marathon des britischen Keyboarders Mark Kelly, seit 1981 Mitglied der Band Marillion, existiert der Song Amelia in den drei Teilstücken Shorelines (Küstenlinie), Whistling at the sea (Pfeifen auf dem Meer) und 13 Bones (13 Knochen).[41]
- Laurie Anderson erzählte 2024 auf ihrem Konzeptalbum Amelia Earharts letzten Flug nach.[42][43][44]

### Benennungen
Zwei Schiffe wurden nach ihr benannt:
- SS Amelia Earhart, einer der zahlreich gebauten Liberty-Frachter der USA, mit Dampfmaschine, Stapellauf 1942, abgewrackt 1948.[45]
- USNS Amelia Earhart (T-AKE-6), ein Versorgungs- und Munitionstransporter der US Navy der Lewis-and-Clark-Klasse, April 2008 vom Stapel gelaufen.[46]

Benennungen in der Astronomie:
- Earhart Corona, eine Oberflächenstruktur (Corona) auf der Venus, 1985 benannt[47]
- (3895) Earhart, ein 1987 entdeckter Asteroid, am 17. März 1995 benannt[48]

### Spielzeug
Mattel hat 2018 eine Earhart-Barbie-Puppe als Teil einer neuen Barbie-Kollektion „Inspirierende Frauen“ herausgegeben.
2021 veröffentlichte Lego das Set „Amelia Earhart Tribute“ mit einer Earhart-Minifigur und der roten Lockheed Vega 5B.